# 三交イン
株式会社三交イン（さんこうイン、英: Sancoinn CO,LTD.）は、愛知県名古屋市中村区に本社を置く日本のホテル運営会社。
三重交通グループ傘下で「三交イン」のブランド名でホテルを展開している。

## 概要
いわゆる宿泊特化型のホテルで、比較的リーズナブルな料金で、必要最低限にして充分なサービスを提供しているのが特徴である。 三重交通グループである特性を最大限生かし、地盤としている地域において、駅からも至便な場所に店舗を構える良好な立地条件が特色の一つでもある。
一部店舗には、大浴場「四季乃湯」を設けている。

## 店舗

### 営業中
各ホテルの詳細は、公式サイトを参照。
愛知県
- 三交インGrande名古屋-HOTEL&SPA-（名古屋市中村区）
2020年（令和2年）4月24日開業。
- 三交イン名古屋新幹線口（名古屋市中村区）
- 三交イン名古屋新幹線口ANNEX（名古屋市中村区）
- 三交イン豊田～四季乃湯～（豊田市）
- 三交イン名古屋伏見 （名古屋市中区）
2008年（平成20年）6月1日開業。
- 三交イン名古屋錦～四季乃湯～ （名古屋市中区）
2013年（平成25年）12月開業

三重県
- 三交イン桑名駅前 （桑名市）
- 三交イン四日市駅前 （四日市市）
2010年（平成22年）3月1日開業。
- 三交イン津駅前～四季乃湯～ （津市）
2015年（平成27年）11月5日開業[1][2]。
- 三交イン伊勢市駅前～四季乃湯～ （伊勢市）
2016年（平成28年）11月25日開業。伊勢市駅前の三交百貨店跡地に2016年12月開業予定と発表されたが[3][4]、実際は少し早く開業した。

静岡県
- 三交イン沼津駅前 （沼津市）
2007年（平成19年）12月13日開業。
- 三交イン静岡北口 （静岡市葵区常磐町）
2009年（平成21年）12月1日開業。

東京都
- 三交インGrande東京浜松町（港区浜松町）
2014年（平成26年）8月28日開業。

京都府
- 三交イン京都八条口＜雅＞～四季乃湯～（京都市南区）
2019年（令和元年）9月14日開業。

大阪府
- 三交イン大阪淀屋橋～四季乃湯～（大阪市中央区）
2018年（平成30年）9月15日開業。[5]

### 休業等
- 三交イン静岡 （静岡県静岡市葵区御幸町） - 営業廃止（後述）

各ホテルの画像
- 三交イン名古屋新幹線口
- 三交イン名古屋新幹線口ANNEX
- 三交イン豊田
- 三交イン名古屋伏見
- 三交イン名古屋錦
- 三交イン桑名駅前
- 三交イン四日市駅前
- 三交イン津駅前
- 三交イン伊勢市駅前
- 三交イン静岡北口
- 三交インGrande東京浜松町
- 三交イン京都八条口
- 三交イン大阪淀屋橋
- 三交イン沼津駅前

## 構造計算書偽造問題の影響

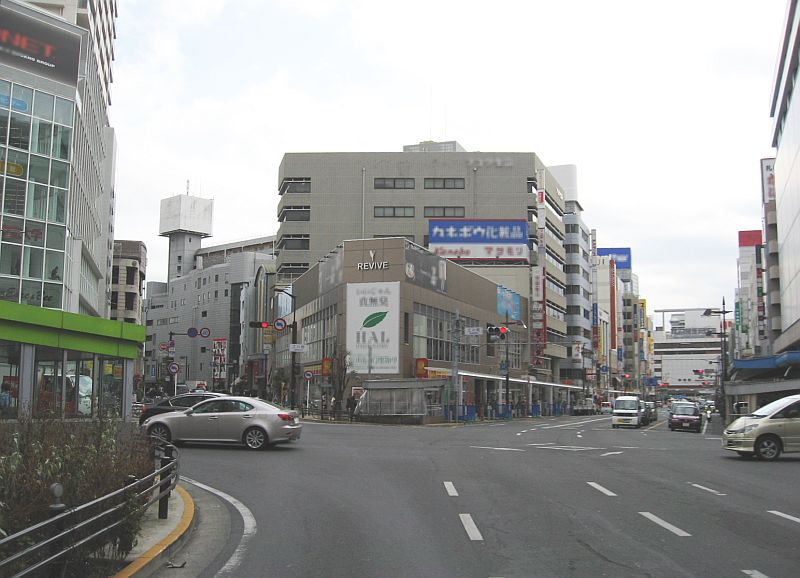
三交イン静岡が以前建てられていた地点（正面の角地）

2004年（平成16年）6月におよそ8億5000万円の建設費をかけて完成した「旧三交イン静岡」は、2005年11月に構造計算書偽造問題において建物の構造計算書の耐震強度データの偽装が発覚し、休業（後、営業廃止）に追い込まれた。当該建物は、2006年（平成18年）5月下旬より解体工事が行われた。
尚、当該ビル跡地には、2007年（平成19年）5月2日、総工費約2億円で鉄骨2階建ての商業ビル「REVIVE2007」が開業している。